# جيمس سميث (عالم)
جيمس سميث (بالإنجليزية: J. L. B. Smith)‏ (و. 1897 – 1968 م) هو كيميائي، وأكاديمي، وعالم أسماك، وأستاذ جامعي، وكاتب، من جنوب أفريقيا، توفي عن عمر يناهز 71 عاماً.